# La Cambre (quartier)
Pour les articles homonymes, voir La Cambre.
La Cambre (en néerlandais : Ter Kameren) est un quartier d’Ixelles — une commune de la Région de Bruxelles-Capitale (Belgique) — qui s'est construit autour de l'ancienne abbaye de la Cambre et qui fut une commune indépendante au XVIIIe siècle.

## Toponymie
L’appellation « la Cambre » est tirée de la dénomination qu'attribua le pape Grégoire IX à l'abbaye de la Cambre — « Camera beatae Mariae » ou « Chambre de Notre-Dame » — et qui donnera finalement « la Cambre », évoquant ainsi la chambre de Nazareth où, selon la tradition, la Vierge Marie reçut l'Annonciation. Avant cela, le vallon s'appelait Pennebeek.

## Histoire
L'histoire de ce quartier est intimement liée à celle de l'abbaye de La Cambre. 
À la révolution française, le domaine de l'abbaye devint une commune indépendante avant d'être rapidement annexée par la commune d’Ixelles. En 1864, une partie du quartier étendu — dont le Bois de la Cambre — fut annexé par la ville de Bruxelles.

## Abbaye de la Cambre

### Église Notre-Dame de la Cambre
Ancienne église de l’abbaye, elle est depuis devenu l'église paroissiale du quartier.